# Eugenio Suárez (beisbolista)
Eugenio Alejandro Suárez (Ciudad Guayana, 18 de julio de 1991) es un beisbolista venezolano que juega de Tercera base, para Seattle Mariners de las Grandes Ligas de Béisbol. 
Anteriormente jugó para los Detroit Tigers, con quienes debutó en 2014 y para los Cincinnati Reds. Se desempeña principalmente como tercera base y campocorto.

## Carrera profesional

### Detroit Tigers
Suárez originalmente firmó como un agente libre amateur con los Tigres de Detroit el 9 de octubre de 2008. Jugó en la Venezuelan Summer League en 2009 y 2010. En 2011 jugó en la liga de novatos, y en 2012 con los West Michigan Whitecaps de Clase A. Inició la temporada 2013 con los Lakeland Flying Tigers de Clase A avanzada, y posteriormente fue promovido a los Erie SeaWolves de Clase AA. El 20 de noviembre de 2013 fue añadido a la plantilla de 40 jugadores de los Tigres.
En 2014 inició la temporada en el equipo de Erie, y en mayo fue promovido a los Toledo Mud Hens de Clase AAA. Fue llamado por los Tigres el 4 de junio, y debutó esa misma noche en la séptima entrada, donde se embasó por una jugada de selección. El 7 de junio debutó como titular ante los Medias Rojas de Boston, y conectó su primer hit, un jonrón solitario. Finalizó la temporada con promedio de bateo de .242, 4 jonrones y 23 carreras impulsadas en 85 juegos.

### Cincinnati Reds
El 11 de diciembre de 2014, Suárez fue transferido a los Rojos de Cincinnati junto al lanzador Jonathon Crawford, a cambio del abridor Alfredo Simón. El 11 de junio de 2015, se convirtió en el campocorto titular de los Rojos luego de una lesión de Zack Cozart que lo dejó fuera de acción por el resto de la temporada. Finalizó el 2015 con .284 de promedio, 13 jonrones y 48 impulsadas.
En 2016, Suárez se desempeñó como el tercera base titular del equipo, luego que Todd Frazier fuera transferido a los Medias Blancas de Chicago y Cozart regresara de la lista de lesionados. En 159 juegos, registró un bajo promedio de .248, pero estableció marcas personales con 21 jonrones, 70 impulsadas y 78 anotadas.
En 2017, mejoró sus números del año anterior, al registrar promedio de .260, 26 jonrones, 82 impulsadas y 87 anotadas en 156 juegos. 
Para la temporada 2018, fue considerado el décimo mejor tercera base de la Liga Nacional. El 16 de marzo de 2018, firmó una extensión de siete años y $66 millones con los Rojos. Luego de batear para promedio de .315 con 19 jonrones y 68 impulsadas durante la primera mitad de la temporada, Suárez fue convocado por primera vez al Juego de Estrellas. Finalizó la temporada  con un promedio de bateo de .283 y lideró a los Rojos con 34 jonrones y 104 impulsadas.
En 2019, Suárez jugó 159 juegos, terminando con un promedio de bateo de .271, 49 jonrones (segundo en la Liga Nacional), 103 carreras impulsadas (décimo) y se ponchó 189 veces, líder de toda la MLB. Sus 49 jonrones establecieron nuevos récords en una temporada tanto para un tercera base de la Liga Nacional como para jugadores nacidos en Venezuela. En octubre de 2019, Suárez recibió el premio Luis Aparicio, que se otorga anualmente a un jugador venezolano de las Grandes Ligas (MLB) que se considera que registró la mejor actuación individual en ese año.
El 28 de enero de 2020, se reveló que Suárez se sometió a una cirugía en el hombro derecho para extirpar cartílago suelto, una lesión que ocurrió durante un percance en una piscina en su residencia en Pinecrest, Florida. En la temporada de 2020 acortada por la pandemia de COVID-19, Suárez registró 15 jonrones, 38 impulsadas y un bajo promedio de .202 en 198 turnos al bate.